# Ronde van Madrid 2019
De Ronde van Madrid 2019 was de 32e editie van deze wielerwedstrijd die als meerdaagse koers werd verreden in de Autonome Regio Madrid in Spanje. De start is in Aranjuez de finish in Madrid. Deze wedstrijd maakte deel uit van de UCI Europe Tour 2019. In 2018 won de Portugees Edgar Pinto. Dit jaar won de Fransman Clément Russo.

## Etappe-overzicht
| etappe | datum  | start                       | finish                      | afstand  | winnaar           | klassementsleider |
| ------ | ------ | --------------------------- | --------------------------- | -------- | ----------------- | ----------------- |
| 1e     | 10 mei | Aranjuez                    | Aranjuez                    | 164,1 km | Niccolò Bonifazio | Niccolò Bonifazio |
| 2e     | 11 mei | San Martín de Valdeiglesias | San Martín de Valdeiglesias | 164,5 km | Alex Aranburu     | Alex Aranburu     |
| 3e     | 12 mei | Madrid                      | Madrid                      | 99,9 km  | Maxime Daniel     | Clément Russo     |

## Eindklassementen
| Plaats    | Naam                     | Ploeg                            | Tijd      |
| --------- | ------------------------ | -------------------------------- | --------- |
| Rode trui | Clément Russo            | Arkéa Samsic                     | 10u21'37" |
| 2         | Romain Hardy             | Arkéa Samsic                     | z.t.      |
| 3         | Carlos Barbero           | Movistar Team                    | z.t.      |
| 4         | Alex Aranburu            | Caja Rural-Seguros RGA           | z.t.      |
| 5         | Alexander Grigoryev      | Sporting-Tavira                  | z.t.      |
| 6         | Garikoitz Bravo          | Euskadi Basque Country-Murias    | z.t.      |
| 7         | Johnatan Cañaveral       | Coldeportes Bicicletas Strongman | z.t.      |
| 8         | Jhonatan Restrepo        | Manzana Postobón Team            | z.t.      |
| 9         | Eduard Prades            | Movistar Team                    | z.t.      |
| 10        | Vicente García de Mateos | Ludofoods Louletano Aviludo      | z.t.      |

| Plaats      | Naam              | Ploeg                | Punten |
| ----------- | ----------------- | -------------------- | ------ |
| Blauwe trui | Niccolò Bonifazio | Total Direct Énergie | 45     |
| 2           | Romain Hardy      | Arkéa Samsic         | 43     |
| 3           | Clément Russo     | Arkéa Samsic         | 42     |

| Plaats      | Naam                | Ploeg                            | Punten |
| ----------- | ------------------- | -------------------------------- | ------ |
| Groene trui | Francisco Mancebo   | Matrix Powertag                  | 21     |
| 2           | Diego Pablo Sevilla | Kometa Cycling Tram              | 18     |
| 3           | Diego Fernando Cano | Coldeportes Bicicletas Strongman | 7      |

| Plaats | Ploeg                  | Tijd      |
| ------ | ---------------------- | --------- |
|        | Caja Rural-Seguros RGA | 31u04'56" |
| 2      | Movistar Team          | z.t.      |
| 3      | Arkéa Samsic           | + 31"     |

1983 · 1984 · 1985 · 1986 · 1987 · 1988 · 1989 · 1990 · 1991 · 1992 · 1993 · 1994 · 1995 · 1996 · 1997 · 1998 · 1999 · 2000 · 2001 · 2002 · 2003 · 2004 · 2005 · 2006 · 2007 · 2008 · 2009 · 2010 · 2011 · 2012 · 2013 · 2014 · 2015 · 2016 · 2017 · 2018 · 2019